# Schüren (Dortmund)
Schüren ist der statistische Bezirk 43 und zugleich ein südöstlicher Stadtteil der kreisfreien Großstadt Dortmund. Er gehört zum Stadtbezirk Aplerbeck. An Schüren grenzen die Stadtteile Aplerbeck im Osten, Berghofen im Süden, Hörde im Westen, Mitte im Nordwesten und Wambel im Norden. Durch Schüren fließt die Emscher. Im Jahr 2024 lebten in Schüren 10.405 Einwohner.

## Geschichte
Schüren wurde erstmals 1220 mit de Scure iuxta Tremonam in einer Zinspflichtigenrolle erwähnt. 1265 in villa Schuren genannt. 1302 wurde ein Richbertus de Schůren urkundlich erwähnt. 1322 ein Suiberti de Schuren. Ab 1485 wurde der Ort auch Schuiren, Schueren oder Schuyren genannt.
Schüren gehörte im Spätmittelalter und der Frühen Neuzeit in eigener Bauerschaft (Schueren) im Amt Hörde (historisch) zur Grafschaft Mark. Laut dem Schatzbuch der Grafschaft Mark von 1486 hatten die 8 Steuerpflichtigen Hofbesitzer in der Bauerschaft zwischen 1 und 6 Goldgulden an Abgabe zu leisten. Größter Hof in der Bauerschaft war Hof Rosterge mit 6 Goldgulden Abgabe. Petermanns Hof gab an das Kloster Elsey 32 Rtlr. und 1 Pfund Pfeffer an Abgabe. Im Jahr 1705 waren im Dorf Schüren 14 Steuerpflichtige mit Abgaben an die Rentei Hörde im Kataster verzeichnet.
Die Deutung des Ortsnamens kann mit einem Ort bei Scheunen umschrieben werden.
Im 19. Jahrhundert war Schüren eine Landgemeinde im Landkreis Hörde und Amt Aplerbeck. 1885 hatte die Gemeinde (plus 8 Wohnplätze) eine Fläche von 3,35 km², davon 218 ha Ackerland, 16 ha Wiesen und 2 ha Holzungen. Es gab 255 Wohngebäude mit 535 Haushaltungen und 2827 Einwohner.
Der Ort wurde am 1. August 1929 nach Dortmund eingemeindet.

## Ortsbild
Schüren ist in drei unterschiedliche Siedlungsbereiche aufgeteilt.

### Alt-Schüren

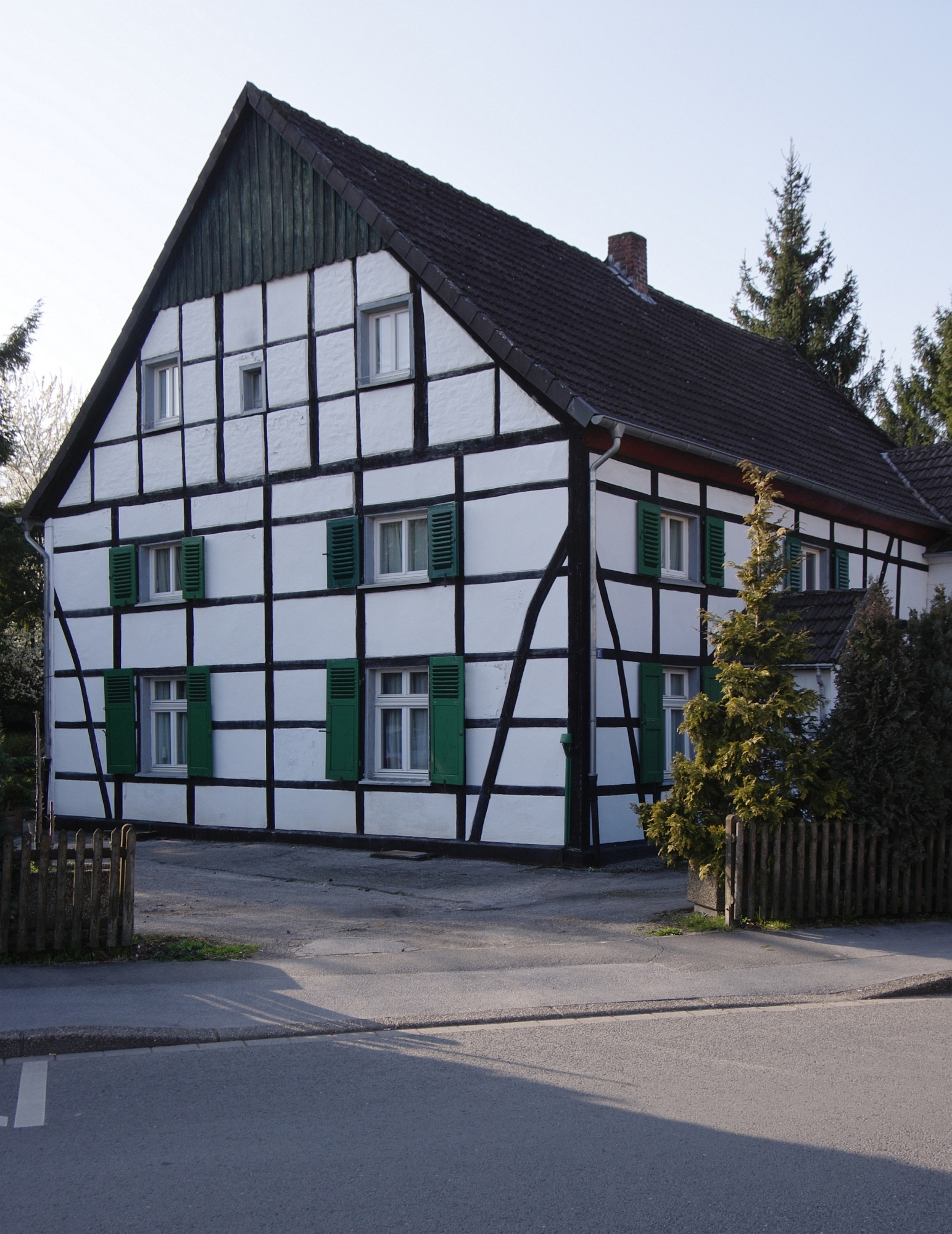
Fachwerkhaus an der Meinbergstraße

Das alte Dorf Schüren ist geprägt durch ehemalige Landwirtschaftsbetriebe und seine Bruchsteinmauern, die aus Steinen aus dem ehemaligen Steinbruch Schüren gebaut wurden. In diesem Bodendenkmal wurde schon im Mittelalter Ruhrsandstein gebrochen, der für zahlreiche Dortmunder Kirchen bestimmt war. Schon weit vor der Industrialisierung wurde in Schüren Kohlenbergbau betrieben. Bereits 1296 ist in Schüren der erste Bergmann des Ruhrgebiets, Konrad von Schüren, urkundlich erwähnt. Später siedelte sich Schwerindustrie an. Schüren war Standort des Bergbauzulieferers Gustav Schade Maschinenfabrik. Das Betriebsgelände wurde jedoch inzwischen abgerissen. Seit 2007 befindet sich dort das Neubaugebiet „Am Rosenplätzchen“.
Westlich des alten Ortskerns befand sich eine Wohn-Kolonie für Arbeiter der Schürener Zeche Freie Vogel – Unverhofft, später des nahegelegenen Hüttenwerkes Phoenix-Ost der Hoesch AG. Die Kolonie wurde in den 1970er Jahren wegen der problematischen Emissionssituation leergezogen und als Wohnstandort aufgegeben. Später entstand hier das Gewerbegebiet Alt-Schüren-West. Das ehemalige Hüttenwerk ist inzwischen abgebaut und nach China verkauft worden. Auf dem sanierten Gelände entstand das zukunftsweisende Wohn- und Gewerbeprojekt Phoenix-See.

### Schüren-Ost

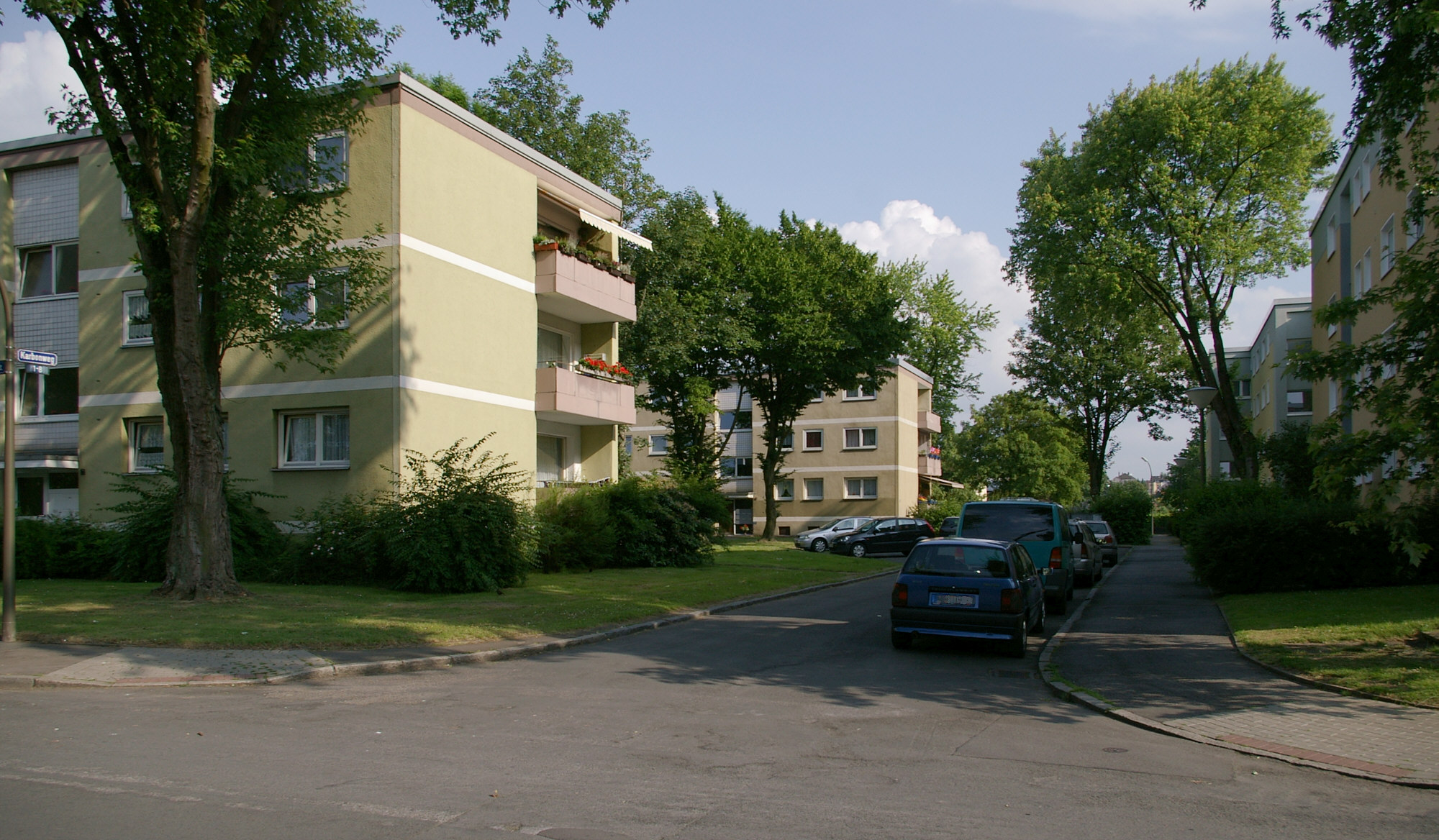
Siedlung Schüren-Ost

Nordöstlich des alten Ortskerns auf dem südlichen Teil des Schürener Feldes wurde in den 1960er Jahren die Neubausiedlung Schüren-Ost gebaut. Sie galt damals als Vorzeigesiedlung mit viel Grün- und Freiflächen zwischen den Mehrfamilienhäusern. Es wurde versucht, die gewachsene Sozialstruktur des Dorfes Schüren mit seinen Arbeitern auf das neue Wohngebiet zu übertragen und durch den Zuzug von Neubürgern zu durchmischen. Die Bauweise der inzwischen über 50 Jahre alten Siedlung zeigt planerische Mängel auf und ist umstritten.

### Stadtkrone-Ost

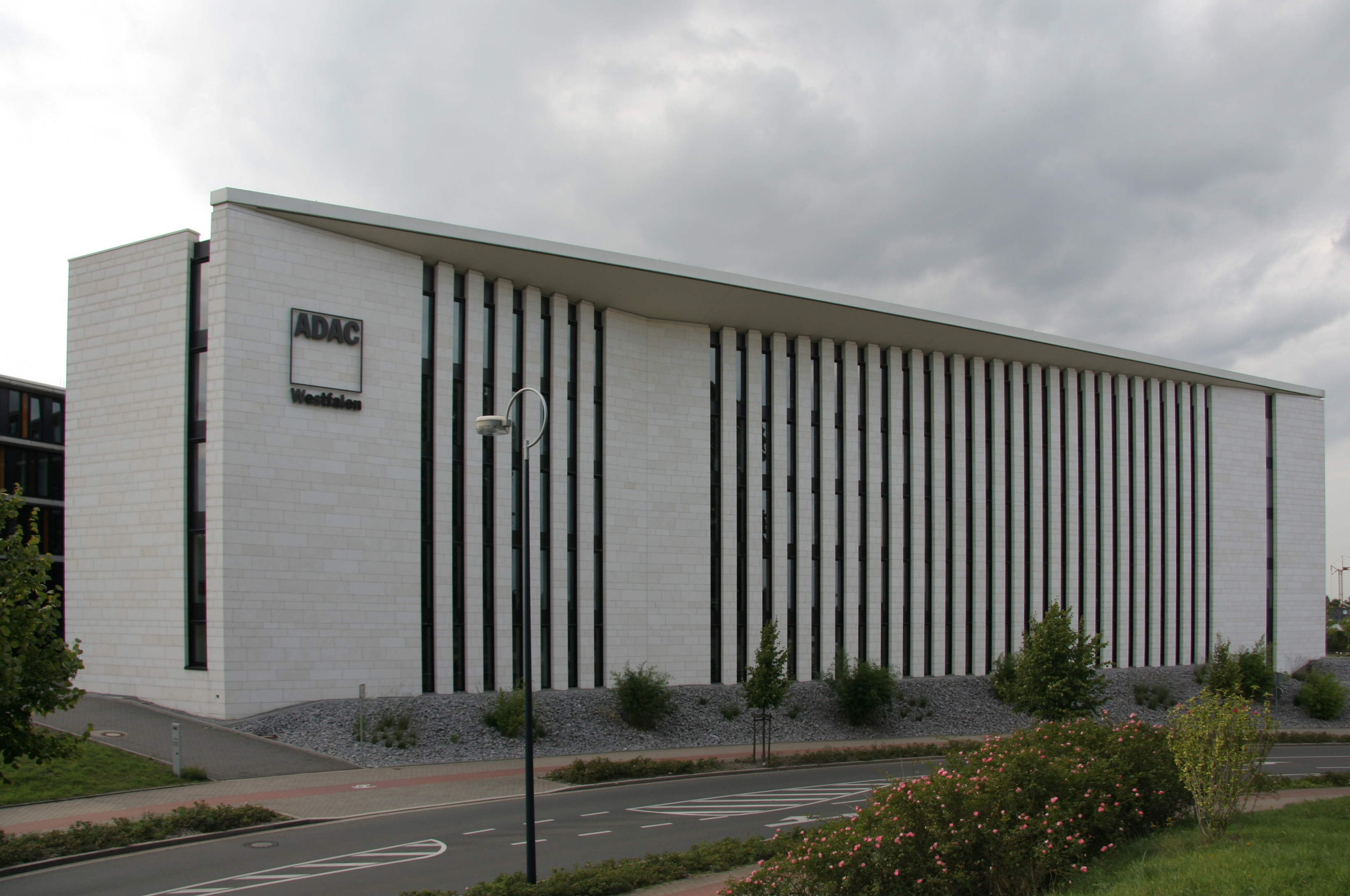
ADAC-Zentrale Westfalen

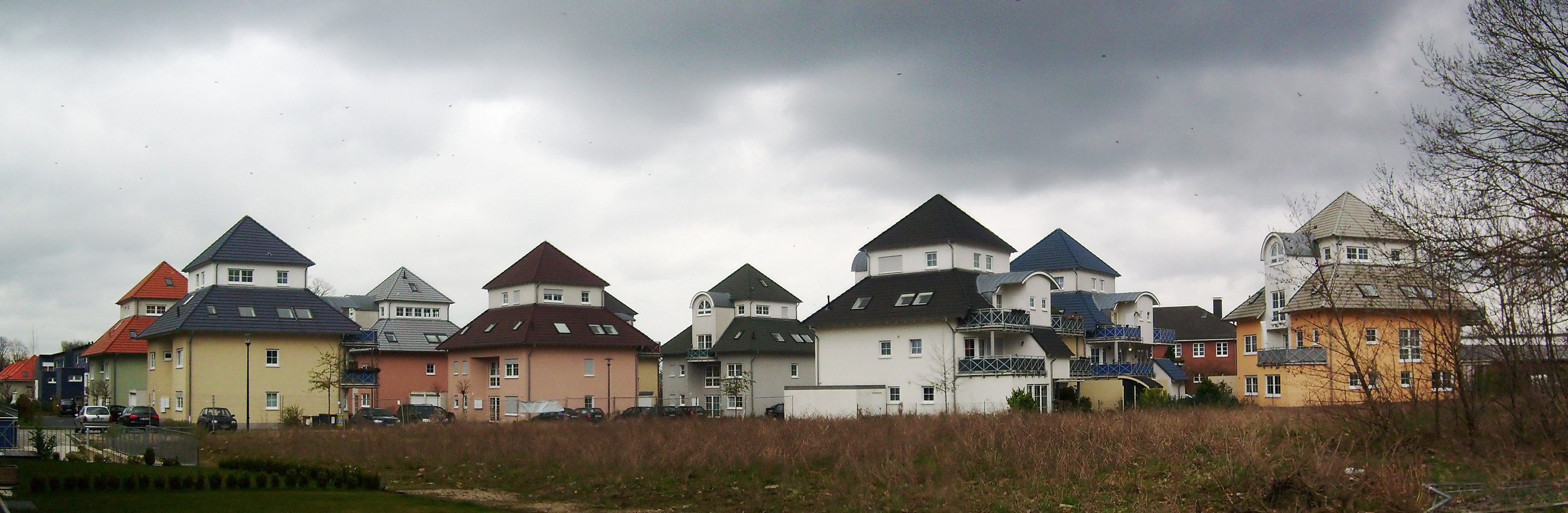
Wohnbebauung Stadtkrone Ost

Südlich des Westfalendamms befand sich auf Schürener Gebiet bis in die 1990er Jahre ein Kasernenkomplex der britischen Rheinarmee. Nach Aufgabe des Standortes erfolgten umfangreiche Abrissarbeiten und Geländesanierungen im Rahmen einer Konversion unter der Leitung der Stadtkrone-Ost-Entwicklungsgesellschaft.
Heute ist die Stadtkrone-Ost ein Gewerbegebiet sowohl für Existenzgründer, als auch für bereits existierende Firmen aus der IT-Branche und dem Dienstleistungssektor. Der Allgemeine Deutsche Automobil-Club e. V. (ADAC) unterhält hier seine Zentrale für den Raum Westfalen.
Parallel zum Gewerbegebiet wurde ein exklusives Wohngebiet mit moderner Architektur in einem gartenstädtisch durchgrünten Umfeld angelegt. Am Rande des Wohngebiets befindet sich das Privatgymnasium Stadtkrone (PGS).

## Bevölkerung
Struktur der Schürener Bevölkerung:
- Bevölkerungsanteil der unter 18-Jährigen: 18,1 % [Dortmunder Durchschnitt: 16,2 % (2018)][9]
- Bevölkerungsanteil der mindestens 65-Jährigen: 19,7 % [Dortmunder Durchschnitt: 20,2 % (2018)][10]
- Ausländeranteil: 12,4 % [Dortmunder Durchschnitt: 22,3 % (2024)][11]
- Arbeitslosenquote: 7,5 % [Dortmunder Durchschnitt: 11,0 % (2017)][12]

Während das durchschnittliche Einkommen in Alt-Schüren und Schüren-Ost in etwa dem Dortmunder Durchschnitt entspricht, ist das Einkommen in dem Wohngebiet Stadtkrone-Ost überdurchschnittlich hoch.

### Bevölkerungsentwicklung
| Jahr | Einw. |
| ---- | ----- |
| 1987 | 7696  |
| 2003 | 8715  |
| 2008 | 9405  |
| 2010 | 9565  |
| 2013 | 9671  |
| 2016 | 9832  |
| 2019 | 10138 |
| 2022 | 10367 |